# Agonopterix rotundella
Agonopterix rotundella is een vlinder uit de familie grasmineermotten (Elachistidae). De wetenschappelijke naam is voor het eerst geldig gepubliceerd in 1846 door Douglas.
De soort komt voor in Europa.